# Chanos-Curson
Chanos-Curson – miejscowość i gmina we Francji, w regionie Owernia-Rodan-Alpy, w departamencie Drôme.
Według danych na rok 1990 gminę zamieszkiwały 773 osoby, a gęstość zaludnienia wynosiła 94 osób/km² (wśród 2880 gmin regionu Rodan-Alpy Chanos-Curson plasuje się na 926. miejscu pod względem liczby ludności, natomiast pod względem powierzchni na miejscu 1261.).